# المحكمة الإدارية العليا (مصر)
المحكمة الإدارية العليا المصرية هي أعلى محكمة بالقسم القضائي لمجلس الدولة المصري. ويترأسها رئيس مجلس الدولة، وتستأنف أمامها أحكام محكمة القضاء الإداري، في حين أن أحكام المحكمة الإدارية العليا أحكام نهائية باته ولا يمكن الطعن عليها.
مقر المحكمة الإدارية العليا في القاهرة ويرأسها رئيس مجلس الدولة وتصدر أحكامها من دوائر من خمسة مستشارين وتكون بها دائرة أو أكثر لفحص الطعون وتشكل من ثلاثة مستشارين.:مادة 4 يجوز الطعن أمام المحكمة الإدارية العليا في الأحكام الصادرة من محكمة القضاء الإداري أو من المحاكم التأديبية. أما الأحكام الصادرة من محكمة القضاء الإداري في الطعون المقامة أمامها في أحكام المحاكم الإدارية فلا يجوز الطعن فيها أمام المحكمة الإدارية العليا إلا من رئيس هيئة مفوضي الدولة.:مادة 23